# Europese kampioenschappen karate 1967
De Europese kampioenschappen karate 1967 waren door de Union Européenne de Karaté (UEK) georganiseerde kampioenschappen voor karateka's. De tweede editie van de Europese kampioenschappen vond plaats in het Britse Londen van 2 tot 4 mei 1967. Er namen 70 karateka's uit 10 verschillende landen deel.

## Resultaten
| Gewichtsklasse | Goud                | Zilver      | Brons                      |
| -------------- | ------------------- | ----------- | -------------------------- |
| Ippon          | Patrick Baroux      | Guy Desnoes | Henri Jordan Peter Spanton |
| Team           | Verenigd Koninkrijk | Frankrijk   | BRD Italië                 |

1966 · 1967 · 1968 · 1969 · 1970 · 1971 · 1972 · 1973 · 1974 · 1975 · 1976 · 1977 · 1978 · 1979 · 1980 · 1981 · 1982 · 1983 · 1984 · 1985 · 1986 · 1987 · 1988 · 1989 · 1990 · 1991 · 1992 · 1993 · 1994 · 1995 · 1996 · 1997 · 1998 · 1999 · 2000 · 2001 · 2002 · 2003 · 2004 · 2005 · 2006 · 2007 · 2008 · 2009 · 2010 · 2011 · 2012 · 2013 · 2014 · 2015 · 2016 · 2017 · 2018 · 2019 · 2020 · 2021 · 2022